# Skálabotnur
Skálabotnur [ˈskɔalaˌbɔtnʊɹ] o Skálafjørður, és una localitat situada a l'illa d'Eysturoy, a les illes Fèroe. Forma part del municipi de Runavík. L'1 de gener del 2021 tenia 132 habitants.
El poble es troba al fons del Skálafjørður, el fiord més llarg de les Fèroe, en un indret on s'hi ha format una platja prou gran. L'11 de març de 2019 es va celebrar un referèndum no vinculant sobre quin havia de ser el nom oficial del poble. El 65% de la gent va votar a favor de Skálafjørður, mentre que el 35% va optar per Skálabotnur. La participació va ser de 89%.
Skálabotnur apareix per primer cop a la documentació escrita el 1630, tot i que les excavacions arqueològiques han demostrat que el lloc va estar habitat amb anterioritat. Del 1952 al 2009 va formar part del municipi de Skala.